# Лисиця Вадим Вадимович
Вадим Вадимович Лисиця (нар. 2 серпня 1975, Запоріжжя) — продюсер, саундпродюсер, аранжувальник, звукорежисер, музичний продюсер шоу Х-фактор (Сезон 9) та «Х-фактор» (Сезон 10).

## Біографія
Народився 2 серпня 1975 року в Запоріжжі.
У 1997 році закінчив Запорізьку інженерну академію за спеціальністю інженера електронної техніки.

## Музична кар'єра
У 1995—1999 роках працював в запорізьких нічних клубах «Максимум», «Революція», «Гармата».
У 1995—1998 роках — радіоведучий та за сумісництвом технічний директор радіо «Сага»".
Згодом почав працювати звукорежисером в Палаці культури Дніпроспецсталь в Запоріжжі.
Записував пісні для клубу популярної музики «Юність». Там же і познайомився з Оленою Олександрівною Кучер — майбутньою співачкою під псевдонімом Alyosha.
Переїхавши до Києва, Вадим Лисиця починає працювати концертним директором групи «Гавана», продюсером якої був Олександр Ягольник.
З 2004 до 2005 року працював директором та продюсером Альони Петрової.
Разом з продюсером групи «Чорнобривці» Юрієм Шолохом та Оленою Кучер відкривають свою студію звукозапису, куди згодом завітала Настя Каменських, а потім і Потап, де вони і познайомились, створивши свій творчий дует «Потап і Настя».
Вадим Лисиця стає саундпродюсером гурту «Потап і Настя», та інших проектів Потапа, таких як «XS», «NewZcooL», «Queen$»,«ВуЗВ» та ін.
В 2008 році Вадим Лисиця, разом з Борисом Кукобою, виступає саундпродюсером  телепроєкту «Фабрика зірок-2», продюсером якого була Наталія Могилевська, в колаборації вони створювали пісні для шоу.
З Оленою Кучер вони створювали пісні для Насті Каменських, Наталії Могилевської та дуету «Потап і Настя». А вже в 2009 Вадим Лисиця стає продюсером співачки Олени Кучер, яка бере псевдонім Alyosha. Вона дебютує з піснею «Снег».
В 2010 році Вадим Лисиця та Alyosha вирішують взяти участь у Національному відборі на Міжнародний музичний конкурс Євробачення, в якому вона перемогла, ставши представником України на конкурсі в 2011 році з піснею Sweet People.
Співпраця зі співачкою Alyosha призвела до створення багатьох хітів, які отримували багато нагород серед яких премія «Фаворити Успіху — 2010», «Золотий грамофон», «YUNA», «Хрустальный микрофон», «Песня Года», «Музыкальная Платформа», «M1 Music Awards». У 2018 році вони розривають продюсерський контракт.
Робота з гуртом «Потап і Настя» в якості саундпродюсера призвела до отримання великої кількості нагород, серед яких «M1 Music Awards», «Песня года», «Золотой граммофон», «Премия Муз-ТВ», «Шарманка», «RU.TV».
В 2010 році Вадим Лисиця в партнерстві з MOZGI Entertainment створюють професійну студію звукозапису MOZGI FOXX/Studios. Де записували пісні: «Потап і Настя», Ірина Білик, LOBODA, «Время и Стекло», Ані Лорак, Андрій Данилко, Alyosha, Віталій Козловський, MOZGI, Влад Дарвін, Олександр Рибак, Володимир Гришко та інші.
В 2010 році MOZGI Entertainment створюють гурт «Время и Стекло», всі пісні для групи також записуються на студії MOZGI FOXX/Studios, саундпродюсером їх є Вадим Лисиця. У 2014 році пісня «Забери» перемагає у номінації «Пісня року». У 2015 році пісня «Имя 505» стала рекордною і перевищила 228 млн переглядів в YouTube та стала «Хітом року» на премії M1 Music Awards. Серед нагород премії M1 Music Awards в номінації «Хіт року» перемагає пісня «Дим» у 2019 році.
В 2016 році Вадим Лисиця знайомить Мішель Андраде з Потапом, який згодом пропонує їй співпрацю. Вадим Лисиця є саундпродюсером всіх пісень Мішель Андраде.
У 2017 році працює, як саундпродюсер, над альбомом співачки LOBODA «H2Lo». У перший же день після офіційної прем'єри альбому в iTunes H2LO потрапив на першу сходинку чарту семи країн: України, Литва, Латвія, Естонія, Росія, Білорусія і Казахстан. Вони і досі продовжують співпрацю над її новим альбомом «Sold Out», де Вадим є саундпродюсером декількох треків та допомагає, в якості звукорежисера, на деяких стадіонних концертах LOBODA.
З початком сольної кар'єри Насті Каменських під псевдонімом NK, з 2017 року і по сьогоднішній час, співпрацює у якості саундпродюсера її пісень, які вже неодноразово ставали хітами та нагороджені преміями, серед яких «Найкращий естрадний хіт»  — пісня «Тримай» Премії YUNA (8-ма церемонія вручення), також премії M1 Music Awards 2019 в номінації «Червона Рута» -пісня «Обіцяю».
Вадим Лисиця перемагає у номінації «Саундпродюсер року» 3 роки поспіль на премії M1 Music Awards 2017, M1 Music Awards 2018, M1 Music Awards 2019.
Для нового альбому Ольги Горбачової виконав запис, зведення та мастеринг альбому «Сила».
У 2019 був саундпродюсером альбому «Моя звезда» українського співака ALEKSEEV.
Для Злати Огнєвіч у 2019 році виступив саундпродюсером пісні «Солодка кара», яка була номінована премією M1 Music Awards у номінації Червона Рута спільно з радіостанцією Русское Радио Україна.
В 2018 та 2019 роках — музичний продюсер продюсер шоу «Х-фактор» (Сезон 9) та «Х-фактор» (Сезон 10).
В 2019 році студії звукозапису MOZGI STUDIO та FOXXSTUDIOS відокремились одна від одної та існують як окремі компанії, але досі іноді співпрацюють для деяких пісень.

## Особисте життя
Був одружений, має двох дітей від першого шлюбу.
Проживав у цивільному шлюбі зі співачкою ALYOSHA.
З 28 квітня 2017 року у шлюбі з Іриною Лисицею, мають спільну доньку.

## Телевізійні проекти
- 2008 — саундпродюсер «Фабрика зірок -2»
- 2018 — музичний продюсер «Х-фактор» (Сезон 9)
- 2019 — музичний продюсер «Х-фактор» (Сезон 10)

## Саундтреки в яких Вадим Лисиця був саундпродюсером
- 2008 — пісня «Штольня», записана спільно з групами New'Z'Cool і XS стала офіційним саундтреком до першого українського однойменного фільму жахів.
- 2011— пісня «Выкрутасы» стала офіційним саундтреком однойменного комедійного блокбастера.
- 2016 — пісня «Бегу» стала саундтреком до романтичної комедії «Жінки на тропі війни»
- 2017 — пісня «Капли» стала саундтреком до серіалу «Райське місце»
- 2018 — «До зірок» став першим україномовним треком у виконанні гурту «Время и Стекло». Пісня стала музичною композицією до анімаційного фільму «Викрадена принцеса: Руслан і Людмила» української студії Animagrad.
- 2018 — «Промінь» пісня учасників українських гуртів «MOZGI», «Время и Стекло» та співачки Мішель Андраде. Її було представлено 10 травня 2018 року. Пісня стала музичною композицією до фільму «Скажене весілля» українського режисера Влада Дикого.
- 2018 — «Найкращий день» дуетна пісня виконана Потапом та Олегом Винником саундтрек до фільму «Скажене весілля».
- 2019 — «Свят! Свят! Свят!» офіційній саундтрек виконаний Потапом, Олегом Винником та Ольгою Поляковою до фільму «Скажене весілля 2».

## Продюсування артистів
- Альона Петрова
- Alyosha

## Нагороди і премії

### Нагороди
- M1 Music Awards 2017 — Саундпродюсер року — FOXXSTUDIOS
- M1 Music Awards 2018 — Саундпродюсер року — FOXXSTUDIOS[18]
- M1 Music Awards 2019 — Саундпродюсер року — FOXXSTUDIOS[21]

### СаундпродюсерВремя и Стекло
- 2011 год — премія «Золотой граммофон» (Україна) за пісню «Серебряное море»
- 2014 год — премія «Пісня року» (Україна) за пісню «Забери».
- 2015 год — премія «M1 Music Awards» (Україна) перемога в номінації «Хит года» за пісню «Имя 505».
- 2016 год — премія «Высшая лига» (Росія) за пісню «НаверноПотомуЧто».
- 2017 год — премія «Премия RU.TV» (Росія) перемога в номінації «Лучшая песня».
- 2018 год — премія «Top Hit Music Awards» (Росія) перемога в номінації «Лучшая группа YouTube Russia» и «Лучший клип YouTube Russia» — «На стиле».
- 2019 год — премія «M1 Music Awards» (Україна) перемога в номінації «Гурт року», «Хіт року» (Дим) и «Favorit року».

### Продюсер та саундпродюсерAlyosha
- Премія «Фаворити Успіху — 2010», перемога в номінації «Співачка року»
- Премія «Золотой граммофон» (Україна) за пісню " Ты смысл жизни " (дует з Владом Дарвіним)
- Премія " Золотой граммофон " (Україна) за пісню " А я пришла домой "
- Премія «YUNA» перемога в номінації " Дует року " (з Владом Дарвіним)
- Премія «Хрустальный микрофон» перемога в номінації « Пісня року» за пісню «Sweet People»
- Премія «Хрустальный микрофон» перемога в номінації «Радіо-хіт року» за пісню «Ты смысл жизни» (дует з Владом Дарвіним)
- Премія «Пісня Року» (Україна) за пісню « Точка на карте» (2013)
- Премія «Пісня Року» (Україна) за пісню « Безоружная» (2014)
- Премія «Музична Платформа» за пісню «Калина» (2017)
- Премія «M1 Music Awards» перемога в номінації «Червона рута» за пісню «Калина»

### СаундпродюсерMichelle Andrade
- 2018 — M1 Music Awards в номінації  «Золотой граммофон» — пісня «Musica»

### СаундпродюсерNK
- 2018 — «Найкращий естрадний хіт»  - пісня «Тримай» Премії YUNA (8-ма церемонія вручення)

- 2019 —  M1 Music Awards 2019 в номінації «Червона Рута» -пісня «Обіцяю»